# Hrabstwo Coweta

Piramida wieku hrabstwa

Hrabstwo Coweta (ang. Coweta County) – hrabstwo w stanie Georgia w Stanach Zjednoczonych. Jego siedzibą administracyjną jest Newnan. Należy do obszaru metropolitalnego Atlanty.
Hrabstwo należy do nielicznych hrabstw w Stanach Zjednoczonych należących do tzw. dry county, czyli hrabstw gdzie decyzją lokalnych władz obowiązuje całkowita prohibicja.

## Geografia
Według spisu z 2000 roku obszar całkowity hrabstwa obejmuje powierzchnię 445,98 mil2 (1155,08 km²), z czego 442,62 mil2 (1146,38 km²) stanowią lądy, a 3,36 mil2 (8,7 km²) stanowią wody.

### Sąsiednie hrabstwa
- Hrabstwo Fulton (północny wschód)
- Hrabstwo Fayette (wschód)
- Hrabstwo Spalding (południowy wschód)
- Hrabstwo Meriwether (południe)
- Hrabstwo Troup (południowy zachód)
- Hrabstwo Heard (zachód)
- Hrabstwo Carroll (północny zachód)

### Miejscowości
- East Newnan (CDP)
- Grantville
- Haralson
- Moreland
- Newnan
- Senoia
- Sharpsburg
- Turin

## Demografia
Według spisu w 2020 roku liczy 146,2 tys. mieszkańców, co oznacza wzrost o 14,8% od poprzedniego spisu z roku 2010. Według danych z 2020 roku, 75,2% populacji stanowili biali (70,6% nie licząc Latynosów), następnie 17,5% to byli czarnoskórzy lub Afroamerykanie, 3,4% było rasy mieszanej, 2% Azjaci, 0,25% to rdzenna ludność Ameryki i 0,02% pochodziło z wysp Pacyfiku. Latynosi stanowili 7,1% populacji.
Do największych grup należały osoby pochodzenia afroamerykańskiego, „amerykańskiego” (14,2%), angielskiego (10,6%), niemieckiego (8,7%), irlandzkiego (8,2%), szkockiego lub szkocko–irlandzkiego (3,8%), włoskiego (3,2%) i meksykańskiego (3,1%).

## Religia

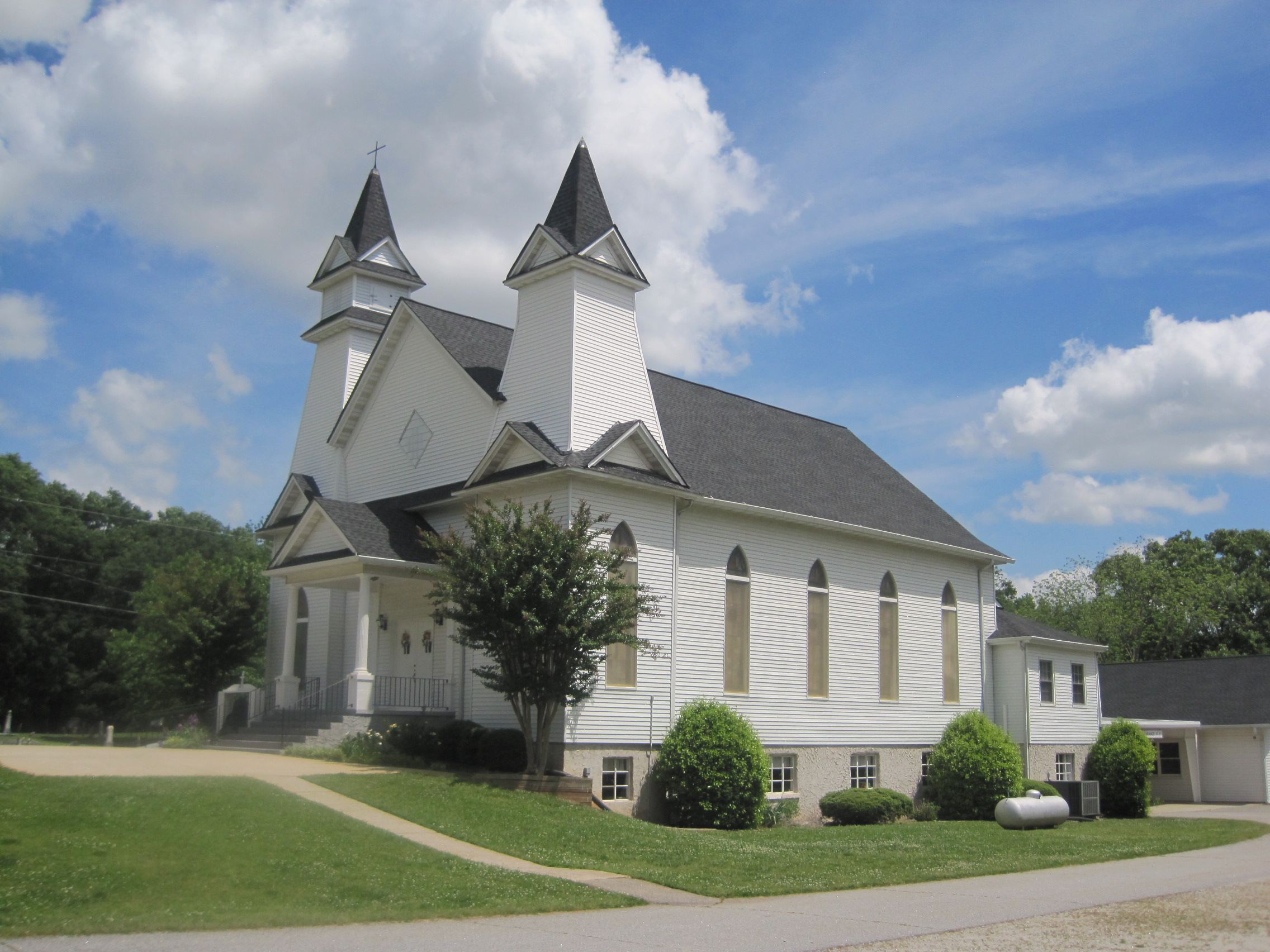
Pierwszy Kościół Baptystów w Moreland

W 2020 roku największą grupę religijną w hrabstwie tworzy społeczność ewangelikalna, z największą denominacją Południową Konwencją Baptystów (22,2 tys. członków), ale także zbory bezdenominacyjne (4,8 tys.), różne kościoły zielonoświątkowe (ok. 4 tys.) i Kościoły Chrystusowe (2,5 tys.). Inne denominacje (ponad 1 tys. członków) obejmowały: Kościół katolicki (11,1 tys.), Zjednoczony Kościół Metodystyczny (7,8 tys.), Kościół Jezusa Chrystusa Świętych w Dniach Ostatnich (1,6 tys.), świadków Jehowy (1,4 tys.), społeczność muzułmańską (1,4 tys.) i Afrykański Kościół Metodystyczno-Episkopalny (1,1 tys.).

## Polityka
W wyborach prezydenckich w 2020 roku, 67,0% głosów otrzymał Donald Trump i 31,5% przypadło dla Joe Bidena.